# La Brévière
La Brévière est une ancienne commune française, située dans le département du Calvados en région Normandie, devenue le 1er janvier 2016 une commune déléguée au sein de la commune nouvelle de Val-de-Vie.
Elle est peuplée de 112 habitants.

## Toponymie
bebros (castor).

## Histoire
Le 1er janvier 2016, La Brévière intègre avec trois autres communes la commune de Val-de-Vie créée sous le régime juridique des communes nouvelles instauré par la loi no 2010-1563 du 16 décembre 2010 de réforme des collectivités territoriales. Les communes de La Brévière, La Chapelle-Haute-Grue, Sainte-Foy-de-Montgommery et Saint-Germain-de-Montgommery deviennent des communes déléguées et Sainte-Foy-de-Montgommery est le chef-lieu de la commune nouvelle.

## Politique et administration
| Période                                  | Période       | Identité               | Étiquette | Qualité                      |
| ---------------------------------------- | ------------- | ---------------------- | --------- | ---------------------------- |
| 1995                                     | 2014          | Jean-Louis Blin        | SE        | Agriculteur                  |
| 2014                                     | Décembre 2015 | Jean-Paul Saint-Martin | SE        | Retraité des travaux publics |
| Les données manquantes sont à compléter. |               |                        |           |                              |

## Démographie
En 2021, la commune comptait 112 habitants. Depuis 2004, les enquêtes de recensement dans les communes de moins de 10 000 habitants ont lieu tous les cinq ans (en 2005, 2010, 2015, etc. pour La Brévière) et les chiffres de population municipale légale des autres années sont des estimations.
| 1793 | 1800 | 1806 | 1821 | 1831 | 1836 | 1841 | 1846 | 1851 |
| ---- | ---- | ---- | ---- | ---- | ---- | ---- | ---- | ---- |
| 160  | 165  | 174  | 217  | 216  | 226  | 200  | 201  | 175  |

| 1856 | 1861 | 1866 | 1872 | 1876 | 1881 | 1886 | 1891 | 1896 |
| ---- | ---- | ---- | ---- | ---- | ---- | ---- | ---- | ---- |
| 165  | 169  | 167  | 154  | 145  | 146  | 137  | 131  | 133  |

| 1901 | 1906 | 1911 | 1921 | 1926 | 1931 | 1936 | 1946 | 1954 |
| ---- | ---- | ---- | ---- | ---- | ---- | ---- | ---- | ---- |
| 125  | 124  | 137  | 113  | 126  | 128  | 126  | 108  | 137  |

| 1962 | 1968 | 1975 | 1982 | 1990 | 1999 | 2005 | 2010 | 2015 |
| ---- | ---- | ---- | ---- | ---- | ---- | ---- | ---- | ---- |
| 112  | 100  | 77   | 103  | 120  | 128  | 119  | 121  | 108  |

| 2018 | - | - | - | - | - | - | - | - |
| ---- | - | - | - | - | - | - | - | - |
| 117  | - | - | - | - | - | - | - | - |

## Lieux et monuments
- Il n'y a pas d'église sur le territoire communal, l'église paroissiale ayant été détruite au début du XIXe siècle et non reconstruite[7].